# レオ・ヘルナンデス
- レオ・エルナンデス

レオナルド・ヘルナンデス（Leonardo Hernandez , 1990年2月20日 - ）は、ベネズエラのラ・グアイラ州ラ・グアイラ出身のプロ野球選手(捕手)。右投右打。

## 経歴
2012年9月に、第3回WBC予選のスペイン代表に選出された。
2013年5月31日に解雇された。
2014年8月30日に、第6回イタリアンベースボールウィークと第33回ヨーロッパ野球選手権大会のスペイン代表が発表され、代表入りした。

## 詳細情報

### 代表歴
- 2013 ワールド・ベースボール・クラシック・スペイン代表
- 2014 イタリアンベースボールウィーク スペイン代表
- 2014年ヨーロッパ野球選手権大会スペイン代表